# Жасминова революция
Въстанието в Тунис е наименование на революция в Тунис, започнала в края на 2010 и продължаваща през 2011 г., известна също и като Жасминовата революция.
Протестите започват през декември 2010 г. след като търговецът Мохамед Буазизи се самозапалва. Впоследствие социалното недоволство обхваща цял Тунис. Първоначално исканията са от социален характер: спиране на полицейското насилие, намаляване на безработицата сред младите, намаляване на цените на хранителните продукти, увеличаване на минимална работна заплата, борба с широко разпространената корупция, както и подобряването на условията на живот, но скоро прерастват в политически: премахването на автократичния режим на президентта, демокрация и свобода на словото.
Протестите представляват най-силната вълна на социални вълнения и гражданско неподчинение в Тунис от три десетилетия. Те водят до бягството на президента Зин ал Абидин бен Али, който след 23 години  се оттегля от властта и напуска Тунис на 14 януари 2011 г.
След бягството на Бен Али е сформирано временно правителство, включващо членовете на партията му (Конституционно демократично обединение – КДО) в някои министерства, както и членове на опозицията в други. Правителството е действащо до новите избори 60 дни след разформирането на старото. Въпреки това, пет опозиционни министъра напускат правителството почти веднага и от 21 януари 2011 г. дневните улични протести в Тунис и други градове продължават с искането в новото правителство да няма министри от партията на Бен Али, а самата партия да се разформира. Въстанието взема над 220 жертви; ранените са 94.. На 6 февруари КДО е разпусната.
Протестите и смяната на правителството са известни в самия Тунис като „Туниска революция на достойнството“. В западните медии тези събития обикновено са наричани Жасминова революция.

## Предистория
Президентът Бен Али управлява Тунис от 1987. Правителството му, критикувано от медиите и неправителствените организации, е поддържано от Съединените щати и Франция заради „гоненията на ислямисти и икономическата политика, изтъквана като модел който може да бъде приложен в Северна Африка и лоялността му към съюзниците САЩ.“ Като резултат, изобличаването на злоупотребите на Бен Али довеждат до масирани протести по цялата страна, падане на правителството и бягство на Бен Али.. Според Ал Джазира, туниските активисти са „сред най-прямите“ в тази част на света, като много съобщения на подкрепа към Буазизи са получени в Туитър.
Ал Джазира използва „въстание“, описвайки безредиците, заради „комбинация на бедност, безработица и политически репресии: три характеристики на повечето арабски общества.“ Друга причина за въстанието е липсващата свобода на словото. Правителството не позволява дейността на някои сайтове, като Уикилийкс например, описващи корупцията в Тунис.

### Сиди Бузид и Мохамед Буазизи
На 17 декември 2010 в Сиди Бузид, Мохамед Буазизи се самозапалва пред сградата на общината за да протестира срещу „корупцията и произвола от страна на местната полиция“. Това води до тежки последствия и тормоз над мирното население от полицията следващите дни, а вълна от снимки на полицаи, разбиващи магазини и упражняващи терор залива Фейсбук и YouTube. Буазизи веднага е закаран в болница близо до град Тунис, където умира на 4 януари.

## Първи протести
Според Ал Джазира и други медии полицията обгазява стотици млади протестиращи, използвайки сълзотворен газ в Сиди Бузид в средата на декември 2010 г. Протестиращите се събрали пред сградата на регионалното правителство, за да протестират срещу отношението на властите към Мохамед Буазизи, който се самозапалил като протест за това, че полицията конфискувала плодовете и зеленчуците, които той се опитвал да продаде на улиците. Репортажите за събитието са били ограничени. На 19 декември в града пристигнали още полицаи.
На 22 декември Лахсийн Нажи, протестиращ, отговаря на „глада и безработицата“ със самоубийство с електричество, след като се покатерил на електрически стълб. Рамзи Ал-Аббуди също се самоубива заради финансовите трудности, увеличаващи се от бизнес дълга на държавната програма за микро-кредити. На 24 декември Мохамед Аммари е застрелян фатално в гърдите от полицията в Бузиане. Други протестиращи също били ранени, включително Чауки Белхосин Ел Надри, който умира по-късно на 30 декември. Полицията отбелязва, че протестиращите са убити при самозащита. Тогава в града е въведен полицейски час.
По-късно насилието се усилва, след като туниските органи и жители на губернаторство Сиди Бузид се сблъскват още веднъж. Протестите достигат столицата Тунис на 27 декември с около 10 000 съпричастни граждани и жители на Сиди Бузид, искащи работа. Митингът, свикан от независими активисти на търговски обединения, е спрян от силите за сигурност. Протестите се разпростират до Сус, Сфакс и Мекнаси. На следващия ден Туниската федерация на трудовите обединения организира друг митинг в Гафса, който също е блокиран от силите за сигурност. По това време около 300 адвокати стачкуват близо до правителствения дворец в Тунис. Протестите продължават отново на 29 декември.
На 30 декември полицията прекъсва протест в Монастир, докато използва сила, за да ограничи по-голямо разпространение на демонстрации в Сбика и Чеба. Протести продължават и на 31 декември, от адвокати и други членове на Туниската национална адвокатската камара. Моктар Трифи, президент на Лигата за човешки права на Тунис, казва, че адвокатите в Тунис са „зверски бити“. Има и информация за мъж, опитал се да извърши самоубийство в Ел Хамма.
На 3 януари 2011 г. протести в Тала срещу безработица и високите цени се превръщат в насилие. На демонстрация на 250 души, основно студенти, в подкрепа на протестиращите в Сиди Бузид, полицията отвръща със сълзотворен газ; една от бутилките с газ пада в джамия. В отговор протестиращите палят гуми и атакуват офиса на Конституционно демократично обединение.
Едни от най-големите протести искат промени в цензурата на Интернет, където са публикувани много снимки. Туниските власти вземат контрол над потребителски пароли и проверяват онлайн критицизма. Много държавни и частни уебсайтове са блокирани.

## Арести
Доклади изобличават няколко уебблог потребители и рапърът Хамада Бен Аун, които са арестувани, но рапърът и някои от другите по-късно са освободени. От Репортери без граници съобщават, че арестът на поне шест блог потребители и активисти привлича вниманието им за това, че може би има и други.
Хамма Хаммами, лидерът на забранената Туниска работническа комунистическа партия и виден критик на Бен Али, е арестуван на 12 януари, но е освободен два дни по-късно.

## Отговор на правителството
По време на излъчване на националната телевизия на 28 декември президентът Зине Ел Абидине Бен Али критикува хората за техните протести, наричайки протестиращите „екстремисти и наемници“ и предупреждава за „фирмено“ наказание. Той също обвинява „сигурни чуждестранни телевизионни канали за излъчване на лъжливи твърдения без потвърждение, базирани на драматизация и деформация от медии, недружелюбни към Тунис“. Неговите забележки са игнорирани и протестите продължават.
На 29 декември Бен Али преразпределя кабинета си, премахва министъра на комуникациите Осама Ромдани и обявява промени в министерските постове в търговията и занаятите, религиозните работи, комуникациите и младежта. На следващия ден е обявено, че са уволнени губернаторите на Сиди Бузид, Жендуба и Загуан.
През януари 2011 г. Бен Али казва, че ще бъдат създадени 300 000 нови работни места, въпреки че той не изяснява какво означава това. За протестите казва: „работата на маскирани гангстери, които атакуват през нощта правителствени сгради и дори цивилни в собствените им домове – терористичен акт, който не може да бъде превъзмогнат“. Ахмед Наджиб Чебби, лидерът на Прогресивна демократична партия, тогава казва, че въпреки официалните твърдения на полицията, обгазяваща при самозащита, „демонстрациите бяха не-насилствени и младежите искаха работа“ и че „погребалните процеси (на убитите на 9 януари) се превърнаха в демонстрации, полицията обстрелва (тези) младежи които бяха на тези... процесии.“ После той критикува коментарите на Бен Али, защото протестиращите „изискват собствените си граждански права и за това няма терористичен акт... няма религиозни лозунги“ и обвинява Бен Али за „търсене на изкупителни жертви“. Още повече критикува и допълнително предложените работни места като обикновени „обещания“.
На 10 януари правителството съобщава, че закрива за неопределен срок всички училища и университети в опит да разсее смутовете.
Дни преди падането на кабинета, Бен Али обявява, че няма да променя сегашната конституция, която гласи, че той ще напусне властта през 2014 г. заради възрастта си.

## Бягството на Бен Али
На 14 януари, Бен Али разпуска правителството и декларира бедствено положение. Официалните причини са за да се предпазят тунизийците и тяхната собственост. Забранено е да се събират повече от трима души на едно място, рискувайки да бъдат арестувани или застреляни ако се опитат да избягат. Той също иска избори след шест месеца за да обезвреди демонстрациите, целящи да го принудят да се оттегли. Франс24 съобщава, че армията взима контрол над летището и затваря въздушното пространство на страната.
На същия ден, Бен Али отлита от страната към Малта, под защитата на Либия и каца в Джеда, Саудитска Арабия, след като Франция отказва да приеме самолета. Министър-председателят Мохамед Ганнучи веднага поема президентския пост. Саудитска Арабия нарича „изключителни обстоятелства“ широко обвиняваното решение да дадат убежище на Бен Али, като съобщава, че са го направили в „подкрепа на сигурността и стабилността на страната си“ и че „саудитското решение не е симпатия към Бен Али“ (който води дълга битка с ислямистите в Тунис). Саудитска Арабия изисква от Бен Али да остане „вън от политиката“ като условие за приемането му. Сутринта на 15 януари, туниската държавна телевизия съобщава, че Бен Али официално е напуснал позицията си и Гануши е поел властта, вместо парламентарния говорител Фуад Мебазаа. Това се случва след като главата на Туниския конституционен съд, Фети Абденадер, съобщава че Бен Али е напуснал за добро, но Гануши няма правото да управлява и се дават 60 дни на Мебазаа да организира нови избори за парламент. Вебазаа казва, че в интерес на държавата е да се формира обединено правителство.
Комисия за основното реформиране на конституцията и сегашните закони е организирана от Ядх Бен Ачур. Имало е и предложения на опозицията да се отложат изборите за шест или седем месеца, за да бъдат подложени на международно наблюдение.

## Последици
След отпътуването на Бен Али, насилието и грабежите продължават и националната армия се разполага в град Тунис. Самоличността на извършителите не е определена. Служител на висок пост от Армията съобщава, че верните на бившия президент Бен Али са се разпръснали по цялата страна. Главната гара на столицата също била подпалена.
Началник на затвор в Махдия освобождава около 1000 лишени от свобода, което довежда до затворнически бунт, който оставя мъртви пет души.
Много други затвори също имат нападения от външни групи да принудят управата да освободи затворниците, има дори заподозрени служители на затвори, подпомогнали бунтовниците. В столицата Тунис настъпва пълен хаос, след като жители, останали без храна, се въоръжават и барикадират в домовете си или дори формират квартална стража. Кореспондентът на Ал Джазира казва, че има три различни вида въоръжени групи: полицията (250 000 души от населението са част от полицията), сили за сигурност на МВР, и нередовни въоръжени, подкрепящи Бен Али и стремящи се да получат контрол.
Въоръжени конфликти възникват близо до Президентския дворец между армията и членове на силите за сигурност, лоялни към бившия режим след арестуването на Али Сериати, шеф на президентската сигурност, за заплашване на държавата с подклаждане на насилие. Армията се бори за запазване на контрол.
Обстрелът в Тунис и Картаген продължава, докато службите за сигурност се опитват да въведат ред.
Първия резултат от протестите е увеличаването на свободата в Интернет. Коментаторите са разделени за това до каква степен Интернет допринася за падането на Бен Али от власт. По време на кризата, Фейсбук възобновява около 20% от акаунтите, чиито пароли са били блокирани от атака Човекът-в-средата,  YouTube и DailyMotion стават достъпни след бягството на Бен Али, и анонимната мрежа Тор съобщава, че се наблюдава нарастване на потребителите от Тунис.

## Новото правителство
Обединеното правителство обявява на 17 януари, че включва дванадесет члена на управляващата партия, лидерите на три опозиционни партии Мустафа Бен Джафар от Демократичен форум за труд и свободи, Ахмед Ибрахим от Движение Етаджид и Ахмед Наджиб Чебби от Прогресивна национална партия, три представителя от Генерално обединение за труд на Тунис (ГОТГ) и представители от гражданското общество (включително блогърът Слим Амаму). Само един ден след формирането на временното правителство, тримата члена на ГОТГ и Мустафа Бен Джафар, глава на ДФТС отказват, защото не са сигурни в правителство, в което още има членове на партията на Бен Али.
Times of Malta отбелязват, че три важни движения не са включени в националното обединение – забранената Възрожденска партия, комунистическата Туниска работническа комунистическа партия и реформистката Конгрес за републиката.
Не е сигурно дали забраната на тези партии и забраната на Хизб ут-Тахрир ще бъде вдигната, въпреки че Възрожденската партия съобщава, че ще кандидатства за официално признаване. На 20 януари 2011, новото правителство съобщава, че на първото си заседание всички забранени партии ще бъдат признати и всички политически затворници – освободени.

## Протести срещу новото правителство
Вътрешни и външни протести срещу представителите на Конституционно демократично обединение – КДО (партията на Бен Али) в новото правителство се появяват на 17 януари, денят в който кабинетът е обявен. Хиляди анти-КДО протестиращи стачкуват на 17 януари в протест с относително малко насилие между службите за сигурност и бунтовниците. Поддръжници на Бен Али протестират по-късно през деня. Министрите на Генералното обединение за труд на Тунис напускат на следващия ден заради представянето на министри от КДО в правителството.
 Мустафа бен Джафар също отказва да заеме поста си. Временния президент и премиер тогава напуска КДО в опит да успокои протестите срещу включването на членове на КДО в правителството, защото всички членове на новото правителство трябвало да са с „чисти ръце“.
На 18 януари избухват улични протести срещу участието на членове на КДО в правителството със стотици хора в Тунис, Сфакс, Габес, Визерта, Сус и Монастир. Протестите продължават на 19 януари, скандирайки, че бивши съюзници на Бен Али не трябва да участват в правителството, включително с марш в центъра на Тунис и около 30 стачкуващи близо до Министерството на вътрешните работи, въпреки вечерния час.
Протестиращи също искат КДО да бъде разформирана. На 20 януари, стотици хора протестират пред сградата на партията със същата цел, избухват протести и в други градове около Тунис. Хиляди участват в протестите на 21 януари пред МВР.
Зухаир М`Дафер, близък на Бен Али, известен като основен съставител на Конституцията от 2002, която позволява вдигането на управленските срокове, напуска правителството на 20 януари. Всички други министри от КДО напускат партията на същия ден. Централния комитет на КДО се разформира.
Гануши съобщава на 22 януари 2011, че той ще напусне само след прозрачни и свободни избори след шест месеца.
На 23 януари, хиляди полицаи протестират в Тунис срещу ниските заплати и с искане правителството да снеме вината за политическите убийства, приписвани на тях по време на правителството на Бен Али.
След като главнокомандващия Рачид Амар съобщава на 24 януари 2011, че армията е на страната на протестиращите и ще „защитава революцията“, плъзват слухове, че правителството ще бъде заменено от съвет от „умни мъже“.
На 26 януари 2011, е издадена международна заповед за арест за Бен Али, жена му и няколко други члена на семейството му.

### Преустройство на кабинета
На 27 януари 2011 премиерът Мохамед Гануши съобщава, че нови шест бивши членове на КДО са напуснали правителството, включително Министърът на отбраната, Министърът на Външните работи и Министърът на Вътрешните работи. „Дванадесет министъра са сменени, а девет остават на поста си“, казва Гануши и призовава тунизийците да се върнат на работа. С изключение на премиера остават само двама министри от бившето правителство на Бен Али – Министърът на индустрията и на Международните връзки. Но никой от двамата не е бил член на КДО. Така едно от исканията на протестиращите е изпълнено. Назначени са нови министри включително независимия държавен адвокат Фархат Раджхи като вътрешен министър, пенсиониралия се дипломат Ахмед Унайес като външен министър и Елиес Джуини (икономист живеещ във Франция) като министър, отговарящ за административната и икономическа реформа.

## Реакции

### В държавата
Националния борсов индекс, TUNINDEX, пада на 12 януари с 9,3%. Заради полицейския час в град Тунис, пазарния индекс пада още един път с 3,8% – цената да се защити срещу чуждестранни грешки в кредитните сделки се качва на най-високото си ниво от 2 години.

### Международна и не-правителствена реакция
Международната федерация за човешки права, оглавявана от туниския журналист Сухаир Белхасен, отсъжда: „използването на огнестрелни оръжия от Туниските въоръжени сили предизвиква гласовете за независимо разследване, което да хвърли светлина върху събитията, за да държи виновните под отговорност и да гарантира правото на мирен протест.“
Организацията Ал-Каида в Ислямския Магреб изразява подкрепа на протестиращите срещу туниското и алжирското правителства във видео на 13 януари 2011. Лидерът на организацията за Магреб, Абу Мусаб Абдул Уадуд предлага военна помощ и обучение на демонстратори. Той също иска от тях да свалят „корумпирания, криминален и тираничен“ режим и да отмъстят на туниското правителство. Твърдението му е денонсирано от депутати, журналисти, студенти и жители.

#### След напускането на Бен Али
- Европейския висш представител по външната политика баронеса Катерина Аштън и комисар Стефан Фуел заедно изразяват тяхната „подкрепа и признаване на туниските хора и техните демократични стремежи, които трябва да бъдат постигнати по мирен път“, призовавайки „всички партии да покажат сдържаност и да останат спокойни, за да избегнат бъдещи жертви и насилия“. Европейския съюз също изразява „надежда да помогнат да намерят трайни демократични решения в тази криза“.

- Генералния секретар на ООН Бан Ки Мун казва, че „политическата ситуация се развива бързо и трябва да се направят всякакви усилия от всички партии за да се създаде диалог и да се разрешат проблемите мирно, за да се избегнат бъдещи загуби, насилия и ескалации“.

- Френския президент Никола Саркози казва, че „единствено диалогът може да донесе демократични и трайни решения на сегашната криза“.[99] Първия секретар на Френската социалистическа партия, Мартин Аубри, казва на френското правителство да бъде по-твърдо към туниското правителство. „Бих искал да кажа на тунисците, че те имат пълната подкрепа и солидарност на СП, и ние молим правителството на Франция да изрази по-силна позиция, осъждайки репресиите.“[100] На 24 януари, държавния прокурор съобщава, че ще започне разследване срещу френските активи, държани от Бен Али.[101] Правителството на Франция също казва, че ще изследва възможни нередности с активите на Бен Али.[102]

- Иранския говорител на Парламента Али Ларижани похвалва протестите от тунисците, които „възвръщат техните права“. Той обвинява западните държави като „държави които са основните виновници за автокрацията (в Тунис)...(но) претендират че симпатизират на нацията“.[103]

- На 16 януари, либийския лидер Муамар Кадафи изразява несъгласие с премахването на Бен Али в реч по либийската държавна телевизия: „Вие сте изстрадали много. Посоката, в която вървите е да се молите на качулати гангстери, крадци и огън. (Ефектите, причинени от туниското въстание) водят до хаос без видим край“.[104] „Аз съм притеснен за хората в Тунис, чиито синове умират всеки ден. И за какво? За да стане някой президент вместо Бен Али? Не знам тези нови хора, но всички знаехме Бен Али и реформите, постигнати в Тунис. Защо унищожавате всичко? (Не се заблуждавайте от) Уикилийкс, които публикуват информация, написана от лъжливи посланици за да създават хаос.“[105]

- Външното министерство на Мароко прави твърдение, изразяващо „солидарност“ към тунисци, надявайки се че Тунис ще постигне „граждански мир“.[106]

- Правителството на Западна Сахара изразява подкрепата си към „свободния избор на братските тунисци“, въпреки че външния министър Мохамед Салем Оулд Салек казва: „Правителството на Западна Сахара следи с изключителен интерес развитието в Тунис... надяваме се то да доведе до мир, сигурност и стабилност на братски Тунис в свобода, демокрация и равенство.“[107]

- Външния секретар на Обединеното кралство Уилям Хаг осъжда насилието и иска „бързо връщане на законът и редът, сдържане от всички страни, законни свободни и честни избори и незабавно увеличение на политическите свободи в Тунис“, призовавайки туниските власти да „направят всичко каквото могат, за да разрешат проблема мирно“. Извънреден полет до Тунис гарантира връщането на всички британци от страната.

- Президентът на САЩ Барак Обама аплодира куража и достойнството на протестиращите тунисци. Той призовава всички партии да останат спокойни и да избягват насилие.[108] Той също казва на туниското правителство да уважава гражданските права и да организира свободни и честни избори в бъдещето.[109] По време на Годишната си реч пред Конгреса, той споменава събитията в Тунис, казвайки, че демократичните ценности са подкрепяни от САЩ и че „усилията“ на американците са искани от останалите в света.[110] Държавния департамент също изразява подкрепата си, и се надява да обсъдят положението в Тунис със специално изпратена делегация във Франция.[111]

- Филипинското Министерство на външните работи казва, че Филипините „следят близо развитието в Тунис след формирането на временно правителство“, подкрепяйки желанието на тунисците и призовавайки за връщане на спокойствието за да се подготвят за „свободни, честни и прозрачни“ избори.[112]

## Нестабилност в региона
Действията на Буазизи предизвикват широк отзвук в региона. „Има огромен интерес. Египтяните последват примера на Тунис с голямо удоволствие, защото откриват огромни прилики между тяхното положение и това в Тунис“."
Икономически анализатор също предполага, че нестабилността може да се разпростре в Либия и Саудитска Арабия.
По-късно по примера на Тунис избухват протести в целия арабски свят – Египет, Алжир, Йордания, Джибути, Йемен, Либия и др. В някои не-арабски страни, като Албания и Китай, също избухват безредици.